# Le Vernet-Sainte-Marguerite
 Le Vernet-Sainte-Marguerite  là một xã ở tỉnh Puy-de-Dôme trong vùng Auvergne-Rhône-Alpes miền trung nước Pháp.